# So Jealous
A So Jealous Tegan and Sara 2004-ben kiadott negyedik nagylemeze. Az albumon szereplő "Walking With The Ghost" című számot később feldolgozta a The White Stripes . A Borító kitalálta és megalkotta EE Storey.

## Számok
A nagylemezen a következő számok szerepelnek:
1. "You Wouldn't Like Me" (Tegan Quin) – 2:56
2. "Take Me Anywhere" (T. Quin) – 2:31
3. "I Bet It Stung" (Sara Quin) – 3:35
4. "I Know I Know I Know" (T. Quin) – 3:44
5. "Where Does the Good Go" (T. Quin) – 3:37
6. "Downtown" (S. Quin) – 4:25
7. "I Won't Be Left" (T. Quin) – 2:38
8. "Walking with a Ghost" (S. Quin) – 2:30
9. "So Jealous" (S. Quin) – 2:58
10. "Speak Slow" (T. Quin) – 2:21
11. "Wake Up Exhausted" (T. Quin) – 3:16
12. "We Didn't Do It" (S. Quin) – 3:48
13. "Fix You Up" (T. Quin) – 2:53
14. "I Can't Take It" (S. Quin) – 4:30

## A számok előfordulása a televízióban
- A "So Jealous" hallható volt Veronica Mars című sorozatban a Green-Eyed Monster részben. és az "I Know I Know I Know"-t később felhasználták a The Rapes Of Graff című részben.
- A "So Jealous" szerepelt még a Showtime sorozatban a The L Word-ben, a harmadik évad premier epizódjában a "Labia Majora"-ban.
- A "Where Does The Good Go"-t felhasználták az ABC sorozatban a Grace Klinikában az első évad negyedik részében a "No Man's Land"-ben, ugyanebben az évadban még hallható volt a "Take Me Anywhere", a "Fix You Up", a "You Wouldn't Like Me", az "I Won't BE Left" és a "Downtown".